# Sarare
Sarare é uma cidade venezuelana, capital do município de Simón Planas.